# Липсайм
Липсайм (фр. Lipsheim) — коммуна на северо-востоке Франции в регионе Гранд-Эст (бывший Эльзас — Шампань — Арденны — Лотарингия), департамент Нижний Рейн, округ Страсбур, кантон Ленгольсайм. До марта 2015 года коммуна административно входила в состав упразднённого кантона Гайспольсайм (округ Страсбур-Кампань).
Площадь коммуны — 4,96 км², население — 2479 человек (2006) с тенденцией к росту: 2493 человека (2013), плотность населения — 502,6 чел/км².

## Население
Население коммуны в 2011 году составляло 2486 человек, в 2012 году — 2489 человек, а в 2013-м — 2493 человека.
| 1962 | 1968 | 1975 | 1982 | 1990 | 1999 | 2006 | 2008 | 2011 | 2012 | 2013 |
| ---- | ---- | ---- | ---- | ---- | ---- | ---- | ---- | ---- | ---- | ---- |
| 862  | 1012 | 1440 | 1548 | 1772 | 2268 | 2479 | 2500 | 2486 | 2489 | 2493 |

Динамика населения:

## Экономика
В 2010 году из 1706 человек трудоспособного возраста (от 15 до 64 лет) 1319 были экономически активными, 387 — неактивными (показатель активности 77,3 %, в 1999 году — 74,1 %). Из 1319 активных трудоспособных жителей работали 1244 человека (639 мужчин и 605 женщин), 75 числились безработными (39 мужчин и 36 женщин). Среди 387 трудоспособных неактивных граждан 143 были учениками либо студентами, 162 — пенсионерами, а ещё 82 — были неактивны в силу других причин.

## Достопримечательности (фотогалерея)
- Церковь
- Фахверковый дом